# Обухівська сільська рада (Бердичівський район)
Обухівська сільська рада — колишня адміністративно-територіальна одиниця та орган місцевого самоврядування у Махнівському (Бердичівському), Бердичівському районах і Бердичівській міській раді Бердичівської округи, Вінницької та Житомирської областей Української РСР з адміністративним центром у селі Обухівка.

## Населені пункти
Сільській раді на час ліквідації були підпорядковані населені пункти:
- с. Обухівка

## Населення
Відповідно до перепису населення СРСР, станом на 17 грудня 1926 року, чисельність населення ради становила 1 440 осіб, з них, за статтю: чоловіків — 686, жінок — 754; етнічний склад: українців — 1 337, росіян — 24, євреїв — 24, поляків — 46, інші — 9. Кількість господарств — 337, з них неселянського типу — 14.

## Історія та адміністративний устрій
Створена 1923 року в складі сіл Клітенка та Обухівка Бистрицької волості Бердичівського повіту Київської губернії. 7 березня 1923 року увійшла до складу новоствореного Бердичівського (згодом — Махнівський) району Бердичівської округи. 17 червня 1925 року, відповідно до постанови ВУЦВК та РНК УСРР «Про адміністраційно-територіяльне переконструювання Бердичівської й суміжних з нею округ Київщини, Волині й Поділля», сільську раду включено до складу нового Бердичівського району Бердичівської округи. Станом на 15 червня 1926 року в підпорядкуванні значилася ферма Дитколонія. 15 вересня 1930 року, відповідно до постанови ВУЦВК та РНК УСРР від 2 вересня 1930 року «Про ліквідацію округ та перехід на двоступеневу систему управління», сільську раду включено до приміської зони Бердичівської міської ради Української СРР. 28 червня 1939 року, відповідно до указу Президії Верховної ради Української РСР «Про утворення Бердичівського сільського району Житомирської області», сільську раду включено до складу відновленого Бердичівського району Житомирської області.
Станом на 1 вересня 1946 року сільська рада входила до складу Бердичівського району Житомирської області, на обліку в раді перебувало с. Обухівка.
Ліквідована 11 серпня 1954 року, відповідно до указу Президії Верховної ради Української РСР «Про укрупнення сільських рад по Житомирській області», територію та населені пункти ради приєднано до складу Маркушівської сільської ради Бердичівського району Житомирської області.